# Fitzalania
Fitzalania es un género de plantas fanerógamas con dos especies perteneciente a la familia de las anonáceas. Son nativas de Australia oriental.

## Taxonomía
El género fue descrito por Ferdinand von Mueller y publicado en Fragmenta Phytographiæ Australiæ 4(25): 33. 1863.  La especie tipo es: Fitzalania heteropetala (F.Muell.) F.Muell.

## Especies
| - Fitzalania bidwillii (Benth.) Jessup, Kessler & Mols - Fitzalania heteropetala (F.Muell.) F.Muell. |